# Tecniche di interrogatorio potenziato

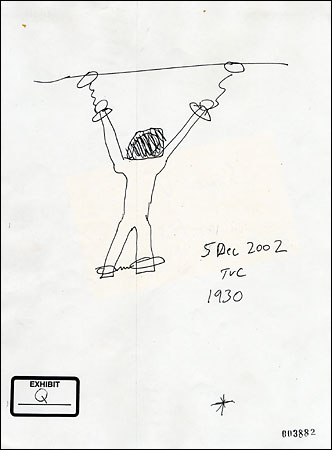
Uno schizzo dell'ex sergente riservista Thomas V. Curtis dove viene mostrato il modo in cui il tassista afgano Dilawar di Yaqubi era stato incatenato alla parete della sua cella a Bagram.

Le tecniche di interrogatorio potenziato (in inglese Enhanced interrogation techniques) o interrogatorio potenziato indicano il programma di tortura sistematica dei detenuti da parte della CIA, della Defense Intelligence Agency (DIA) e di vari componenti delle United States Armed Forces nei black site intorno al mondo, inclusi Bagram, Guantánamo e Abu Ghraib, autorizzati dai funzionari della presidenza di George W. Bush. Tra i metodi utilizzati vi erano percosse, legamento in contorte posizioni di stress, incappucciamento, soggezione a rumori assordanti, sonno disturbato, privazione del sonno fino al punto di avere allucinazioni, privazione di cibo o bevande e negazione di cure mediche per ferite, così come annegamento simulato (waterboarding), walling, umiliazioni sessuali, soggezione al caldo o al freddo estremi e reclusione in piccole scatole simili a delle bare. I disegni di un detenuto di Guantánamo di alcune di queste torture, a cui egli stesso fu sottoposto, furono pubblicati sul The New York Times. Alcune di queste tecniche rientrano nella categoria nota come "tortura bianca". Diversi detenuti hanno sopportato una "reidratazione rettale", "rianimazione con fluidi rettali" e "alimentazione rettale". Oltre a brutalizzare i detenuti, furono fatte minacce alle loro famiglie come maltrattamenti ai bambini, minacce di abusi sessuali o di tagliare la gola alle madri dei detenuti.
Il numero di detenuti sottoposti a questi metodi non è mai stato stabilito in modo autorevole né il numero di morti a causa del regime degli interrogatori, anche se questo numero potrebbe arrivare fino a 100. La CIA ammette di aver praticato il waterboarding su tre persone implicate negli attentati dell'11 settembre 2001: Abu Zubaydah, Khalid Shaykh Muhammad e Abd al-Rahim al-Nashiri. Un comitato dei servizi segreti del Senato ha trovato le foto di una waterboard circondata da secchi d'acqua nella prigione di Salt Pit, dove la CIA aveva affermato che la tecnica non era mai stata utilizzata. Ex guardie e detenuti a Guantánamo hanno affermato che le morti che all'epoca i militari statunitensi chiamavano "suicidi", erano in realtà omicidi sotto tortura. Nessuna accusa di omicidio è stata mossa per questi o per altri omicidi riconosciuti legati alle torture ad Abu Ghraib e a Bagram.
Sorsero dibattiti sulla questione sulla legalità degli "interrogatori potenziati" rispetto agli statuti statunitensi contro la tortura o alle leggi internazionali come la Convenzione delle Nazioni Unite contro la tortura. Nel 2005 la CIA ha distrutto le videocassette che ritraevano i prigionieri interrogati sotto tortura, giustificandosi dicendo che ciò che mostravano era così orribile da essere "devastante per la CIA" e che "il clamore derivante dalla distruzione non è niente in confronto a quello che sarebbe se i nastri fossero diventati di dominio pubblico". Il relatore speciale delle Nazioni Unite sulla tortura Juan Mendez ha affermato che il waterboarding è una tortura "immorale e illegale", nel 2008 cinquantasei membri del Partito Democratico del Congresso degli Stati Uniti hanno chiesto un'indagine indipendente.
Funzionari americani ed europei, tra cui l'ex direttore della CIA Leon Panetta, ex ufficiali della CIA, un procuratore di Guantánamo e un giudice del tribunale militare USA, hanno definito il termine "interrogatorio potenziato" un eufemismo per indicare la tortura. Nel 2009 sia il presidente Barack Obama che il procuratore generale Eric Holder hanno affermato che alcune tecniche equivalgono alla tortura e ne hanno ripudiato l'uso. Tuttavia, hanno rifiutato di perseguire i funzionari della CIA, del Dipartimento della difesa degli Stati Uniti d'America o dell'amministrazione Bush che avevano autorizzato il programma, lasciando aperta la possibilità di convocare una "Commissione per la verità" per quello che il presidente Obama ha chiamato "ulteriore testimonianza".
Nel luglio 2014 la Corte europea dei diritti dell'uomo ha stabilito formalmente che "l'interrogatorio potenziato" equivaleva a tortura e ha ordinato alla Polonia di risarcire gli uomini torturati in un sito nero della CIA situato nel suo territorio. Nel dicembre 2014 il Senato degli Stati Uniti ha pubblicato circa il 10% del rapporto del suo Comitato d'intelligence sulla tortura della CIA, un rapporto sull'uso della tortura da parte della CIA durante l'amministrazione di George W. Bush.

## Storia dell'approvazione da parte dell'amministrazione Bush
Subito dopo gli attentati dell'11 settembre 2001, i funzionari dell'amministrazione Bush che conferivano tramite collegamento video dai bunker decisero di trattare gli attacchi come atti di guerra e non come crimini. Sorse la domanda sul come considerare i prigionieri catturati: alcuni funzionari, compreso l'avvocato del Dipartimento di Giustizia John Yoo, raccomandarono di classificarli come "detenuti" al di fuori della protezione delle Convenzioni di Ginevra o di qualsiasi altra legge nazionale o militare, e di incarcerarli in prigioni speciali invece che nel "campo di prigionieri di guerra che avete visto in Gli eroi di Hogan o Stalag 17". Il 17 settembre 2001, il presidente Bush firmò una direttiva segreta che conferì alla CIA il potere di imprigionare e interrogare segretamente i detenuti.
Alla fine del 2001, i primi detenuti, inclusi uomini come Murat Kurnaz e Lakhdar Boumediene che furono successivamente dichiarati innocenti e arrestati sulla base di informazioni viziate o venduti alla CIA per ricompense, furono portati in basi improvvisate dell'esercito USA o della CIA come Kandahar, in Afghanistan. Furono sottoposti a percosse, scosse elettriche, esposizione a freddo estremo, sospensione dal soffitto per le braccia e annegamento in secchi d'acqua. Di conseguenza morì un numero sconosciuto di detenuti. Tra la fine del 2001 e l'inizio del 2002, l'interrogatorio sotto tortura in siti segreti era ancora ad hoc, non ancora organizzato come programma burocratico né sanzionato con la copertura legale del Dipartimento di Giustizia.
Già nel novembre 2001 il consiglio generale della CIA iniziò a considerare la legalità della tortura, scrivendo che "l'esempio israeliano" (ovvero l'uso la forza fisica contro centinaia di detenuti) poteva servire come "una possibile base di discussione. [...] La tortura era necessaria per prevenire un danno fisico imminente e significativo alle persone, dove non erano disponibili altri mezzi per prevenire il danno".
Nell'aprile 2002 la CIA catturò e trasferì in un sito nero il suo primo prigioniero importante, Abu Zubaydah: su consiglio dello psicologo James Elmer Mitchell, la CIA utilizzò metodi di interrogatorio tra cui la privazione del sonno con luci intense e musica ad alto volume - ancora prima di qualsiasi autorizzazione legale da parte del Dipartimento della giustizia degli Stati Uniti. Più tardi, quello stesso aprile, il dottor Mitchell propose un elenco di tattiche aggiuntive, tra cui bloccare le persone in scatole anguste, incatenarle in posizioni dolorose, tenerle sveglie per una settimana alla volta, coprirle con insetti o fare su di esse il waterboarding, una pratica che gli Stati Uniti avevano precedentemente caratterizzato come tortura nei procedimenti giudiziari per crimini di guerra.
José Rodriguez, capo del servizio clandestino della CIA, chiese ai suoi superiori l'autorizzazione per quello che aveva definito un "insieme alternativo di procedure d'interrogazione". La CIA chiese l'immunità dall'accusa, a volte nota come "carta gratis per l'uscita dalla prigione".
Nel maggio 2002, alti funzionari dell'amministrazione Bush, tra cui il direttore della CIA George Tenet, il consigliere per la sicurezza nazionale Condoleezza Rice, il vicepresidente Dick Cheney, il segretario di Stato Colin Powell, il segretario alla Difesa Donald Rumsfeld e il procuratore generale John Ashcroft si incontrarono per discutere su quali tecniche la CIA poteva legalmente utilizzare su Abu Zubaydah. Condoleezza Rice ricordò "di essere stata informata che il personale militare statunitense era sottoposto all'addestramento per determinate tecniche d'interrogazione fisiche e psicologiche". Durante le discussioni, si dice che John Ashcroft abbia detto: "Perché ne parliamo alla Casa Bianca? La storia non lo giudicherà con gentilezza."
Dopo che il Dipartimento di Giustizia completò quelli che divennero noti in seguito come i Torture Memos, Condoleezza Rice disse alla CIA che le tecniche erano state approvate nel luglio 2002. Dick Cheney disse: "Ho firmato, e così hanno fatto gli altri". Nel 2010 Cheney disse: "Ero e rimango un forte sostenitore del nostro programma di interrogatori potenziati". Nel 2009 Rice disse che "non abbiamo mai torturato nessuno" e affermò che l'abuso "non era una tortura", ma era "legale" e "giusto".
Inoltre, nel 2002 e nel 2003, la CIA affermò di aver informato diversi leader democratici del Congresso sulla proposta del programma delle "tecniche di interrogatorio potenziato". Tra i leader del Congresso vi erano Nancy Pelosi e la democratica Jane Harman del Comitato di Intelligence della Camera. La risposta al briefing fu una "tranquilla acquiescenza, se non un vero e proprio sostegno", secondo i funzionari presenti. Harman fu invece l'unica leader del Congresso ad opporsi alle tattiche proposte. L'ex senatore Bob Graham, presidente del comitato dei servizi segreti del Senato dopo gli attacchi dell'11 settembre, ha affermato di non essere stato informato sul waterboarding e che in tre casi i funzionari dell'agenzia hanno dichiarato di aver partecipato a dei briefing nei giorni in cui la sua agenda personale indicava che era altrove.
Il consigliere più anziano di Condoleezza Rice Philip Zelikow fu l'unico funzionario nell'amministrazione Bush ad opporsi alla tortura dei prigionieri. Dopo aver appreso i dettagli del programma, Zelikow scrisse un promemoria a Rice affermando che i Torture Memos del Dipartimento di giustizia erano sbagliati sia dal punto di vista legale sia da quello politico. Nel suo promemoria, Zelikow avvertì che le tecniche di interrogatorio violavano la legge statunitense e avrebbero potuto portare a procedimenti giudiziari per crimini di guerra. In seguito, l'amministrazione Bush cercò di raccogliere tutte le copie del promemoria di Zelikow e di distruggerle. Jane Mayer, autrice di The Dark Side, cita Zelikow come colui che predisse che "la discesa dell'America nella tortura sarà nel tempo vista come gli internamenti giapponesi", in quanto "paura e ansia furono sfruttati da fanatici e sciocchi".

## Sviluppo delle tecniche e addestramento

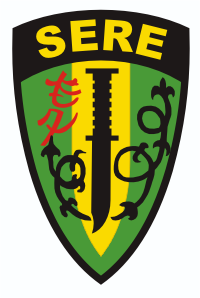
Simbolo della SERE della costa occidentale.

Il nome originario di "enhanced interrogation" è sconosciuto, ma sembra essere un calco dal tedesco "Verschärfte Vernehmung", ovvero "interrogazione intensificata", usato nel 1937 dal capo della Gestapo Heinrich Müller. Le tecniche erano basate sul lavoro svolto da James Elmer Mitchell e Bruce Jessen nel programma Survival, Evasion, Resistance and Escape (SERE) della United States Air Force. La CIA assunse i due psicologi per sviluppare tecniche alternative e più dure per gli interrogatori, ma nessuno dei due aveva alcuna esperienza nel caso richiesto. Il colonnello dell'Air Force Reserve Command Steve Kleinman affermò che la CIA aveva scelto due psicologi clinici che non avevano mai lavorato nell'intelligence né condotto un interrogatorio per fare una cosa mai fatta prima. Gli associati di Mitchell e Jessen erano scettici riguardo ai loro metodi e credevano che non avessero alcun dato sull'impatto dell'addestramento SERE sulla psiche umana. La CIA venne a sapere che le conoscenze di Mitchell e Jessen sul waterboarding erano probabilmente "mal rappresentate" e quindi non vi era alcuna ragione di credere che fosse clinicamente sicuro o efficace. Nonostante ciò, i due psicologi furono assunti dalla CIA per 1000 $ al giorno (equivalenti a 1 420 $ nel 2019) esentasse e spese comprese.
Il programma SERE, che Mitchell e Jessen avrebbero decodificato, era stato utilizzato per addestrare piloti e altri soldati su come resistere alle tecniche di "lavaggio del cervello" che si presumeva fossero state impiegate dai Cinesi per estorcere confessioni agli Americani catturati durante la guerra di Corea. Il programma sottopose i tirocinanti a "waterboarding, [...] privazione del sonno, isolamento, esposizione a temperature estreme, reclusione in spazi ristretti, bombardamento con suoni agonizzanti a decibel estremamente dannosi e umiliazioni religiose e sessuali", inclusi clisteri forzati e altre aggressioni anali. Sotto la supervisione della CIA, Miller e Jessen adattarono il SERE in un programma offensivo progettato per addestrare gli agenti della CIA all'utilizzo di dure tecniche d'interrogazione per raccogliere informazioni dai terroristi detenuti. Tutte le suddette tattiche sarebbero state successivamente riportate come usate su Abu Zubaydah nel rapporto del Comitato internazionale della Croce Rossa sui quattordici detenuti di alto valore in custodia della CIA.
Stephen Soldz, Steven Reisner e Brad Olson scrissero un articolo nel quale venne descritto come le tecniche utilizzate negli interrogatori potenziati imitassero quelle nel programma SERE.
Gli psicologi fecero affidamento sugli esperimenti svolti dallo psicologo statunitense Martin Seligman negli anni settata sull'impotenza appresa. In questi esperimenti, dei cani ingabbiati erano esposti a diverse scosse elettriche in maniera casuale e inevitabile per indurre loro a cedere e non resistere. Mitchell e Jessen applicarono questa idea nell'interrogazione di Abu Zubaydah. Al momento della cattura di Zubaydah, molte delle tecniche d'interrogazione usate nel programma SERE, tra cui il waterboarding, celle frigorifere e privazione del sonno, furono precedentemente considerate illegali sotto il diritto USA e internazionale. Infatti, gli Stati Uniti avevano condannato per waterboarding alcuni ufficiali militari giapponesi dopo la seconda guerra mondiale e dei soldati statunitensi dopo la guerra del Vietnam. Dal 1930, gli USA avevano definito la privazione del sonno come una forma illegale di tortura. Molte altre tecniche sviluppate dalla CIA sono ritenute torture e trattamenti secondo la Convenzione delle Nazioni Unite contro la tortura e l'articolo 3 della Convenzione europea dei diritti dell'uomo.
Secondo Human Rights First:
La rivista online Salon afferma:
Jane Mayer scrisse per il The New Yorker:
Mayer riportò inoltre che:
Il rapporto bipartisan del 2008 Inquiry Into the Treatment of Detainees in U.S. Custody del Comitato del Senato sulle forze armate affermò che:
(Inquiry into the Treatment of Detainees in U.S. Custody, p. XXIII)
Nello stesso rapporto si legge anche che:
(Inquiry into the Treatment of Detainees in U.S. Custody, p. XXIX)
Tuttavia, il memorandum dell'amministrazione Bush del febbraio 2002 aveva affermato che solo i detenuti di al-Qaeda non erano coperti dalle Convenzioni di Ginevra, e lo stesso ordine stabiliva che i detenuti talebani avrebbero avuto diritto al trattamento ai sensi dell'articolo comune 3 delle Convenzioni di Ginevra. Questi standard sono stati ordinati per tutti i detenuti nel 2006, inclusi i membri di al-Qaeda, a seguito della sentenza della Corte Suprema USA nel caso Hamdan-Rumsfeld. Donald Rumsfeld revocò il suo promemoria del dicembre 2002 dopo sei settimane.
Il rapporto del Senato USA del dicembre 2008 stabilì che:
(Inquiry into the Treatment of Detainees in U.S. Custody, p. XXVI)

### Central Intelligence Agency
Secondo ABC News, ex e attuali funzionari della CIA si sono fatti avanti e hanno rivelato i dettagli delle tecniche d'interrogatorio autorizzate nella CIA, e tra queste vi sono:
1. Waterboarding - il prigioniero è legato su una tavola inclinata, con i piedi sollevati e la testa leggermente più bassa rispetto ai piedi. Sul volto del prigioniero viene messo del materiale sul quale viene versata l'acqua, asfissiando il prigioniero.
2. Ipotermia - il prigioniero viene chiuso nudo in una cella mantenuta intorno ai 50 °F (10 °C) e viene regolarmente cosparso con acqua fredda al fine di aumentare la velocità con cui il calore viene perso dal suo corpo.
3. Posizioni di stress - i prigionieri sono costretti a stare in piedi, ammanettati e con i piedi incatenati a un golfare sul pavimento (e/o sul muro), per più di 40 ore, portando il peso del prigioniero su solo uno o due muscoli. Questo crea un'intensa pressione sulle gambe, portando prima al dolore e dopo all'insufficienza muscolare.
4. Colpi all'addome - Un forte schiaffo a mano aperta viene inflitto sull'addome del prigioniero. I dottori consultati consigliarono tale tecnica rispetto al pugno, che avrebbe causo danni interni a lungo termine.
5. Schiaffo insulto - Un forte schiaffo a mano aperta viene sferrato sul volto del prigioniero, con l'intento di causare dolore e innescare la paura.
6. Agitazione - l'interrogatore prende con forza il petto della maglietta del prigioniero e lo scuote con violenza.

A dicembre 2007, il direttore della CIA Michael Hayden affermò che "tra circa 100 prigionieri detenuti fino a oggi nel programma della CIA, le tecniche potenziate sono state usate su circa 30, e il waterboarding è stato usato solo su tre".
Il rapporto Experiments in Torture: Human Subject Research and Evidence of Experimentation in the 'Enhanced' Interrogation Program, pubblicato dal gruppo di difesa Physicians for Human Rights, riportava che il personale dell'Office of Medical Services (OMS) della CIA effettuava ricerche sull'applicazione seriale o combinata di tali tecniche sui prigionieri. Questo rapporto era basato sui documenti declassificati dal governo Obama nel 2010.
Secondo ABC News, la CIA aveva rimosso nel 2006 il waterboarding dalla lista delle tecniche accettabili per gli interrogatori. ABC affermò in seguito che l'ultimo impiego del waterboarding era avvenuto nel 2003.

### Defense Intelligence Agency
Nel 2003 il gruppo di lavoro del segretario della difesa Donald Rumsfeld sugli interrogatori richiese alla Defense Intelligence Agency (DIA) di creare nuove tecniche per gli interrogatori dei prigionieri. Secondo il rapporto del 2008 del Senato sul trattamento dei detenuti sotto custodia degli Stati Uniti, la DIA iniziò a stilare una lista di tecniche con l'aiuto di un suo impiegato civile, l'ex capo dell'Interrogation Control Element (ICE) a Guantánamo David Becker. Becker affermò che i membri del gruppo di lavoro erano particolarmente interessati ai metodi aggressivi e che veniva "incoraggiato a parlare di tecniche che infliggono dolore."
Non è noto fino a che punto le raccomandazioni dell'agenzia siano state utilizzate o per quanto tempo, ma secondo lo stesso rapporto del Senato, l'elenco redatto dalla DIA includeva l'uso di "farmaci come il sodio pentotal e il demerol", trattamenti umilianti con donne interrogatrici e privazione del sonno. Becker affermò di aver raccomandato l'uso di farmaci a causa delle voci secondo cui un'altra agenzia di intelligence, il cui nome è stato censurato nel rapporto del Senato, le aveva usate con successo in passato. Secondo l'analisi dell'Office of Defense Inspector General, la citata giustificazione della DIA per l'uso di droghe era quella di "[rilassare] il detenuto fino a uno stato cooperativo" e che non venivano utilizzate sostanze che alteravano la mente.
Alcune rivelazioni sugli interrogatori della DIA sono arrivate dagli ufficiali dell'FBI, che hanno condotto i propri screening dei detenuti a Guantánamo insieme ad altre agenzie. Secondo una testimonianza, gli interrogatori di quello che allora era il Defense HUMINT Service della DIA (dal 2012, Defense Clandestine Service), costrinsero i soggetti a guardare pornografia gay, li avvolsero con la bandiera israeliana e li interrogarono in stanze illuminate da luci stroboscopiche per 16-18 ore, dicendo per tutto il tempo ai prigionieri che erano agenti dell'FBI.
Il vero agente dell'FBI temeva che i metodi duri della DIA e l’impersonificazione degli interrogatori come agenti dell'FBI avrebbero complicato la capacità del Bureau di svolgere correttamente il proprio lavoro, dicendo: "la prossima volta che un vero agente cercherà di parlare con quel ragazzo, potete immaginare il risultato". Una successiva inchiesta militare contrastò le accuse dell'FBI affermando che il trattamento dei prigionieri era degradante ma non disumano, senza tuttavia affrontare l'accusa del personale della DIA che si spacciava regolarmente per ufficiali dell'FBI, compiendo un reato. Un anno prima della conclusione di questa indagine, fu rivelato che i metodi d'interrogazione della Task Force 6-26 dei servizi militari statunitensi erano molto più duri e più fisici di qualsiasi pratica della DIA, al punto che due funzionari della DIA si erano lamentati e dopo furono minacciati da interrogatori non appartenenti alla DIA.
Si pensa che attività simili siano avvenute per mano degli agenti della DIA al centro di detenzione dell'aeroporto di Bagram, dove nel 2010 l'organizzazione gestiva la cosiddetta "prigione nera". Secondo un rapporto pubblicato da The Atlantic, la prigione era presidiata dal personale DCHC della DIA, accusato di aver picchiato e umiliato sessualmente obiettivi di alto valore detenuti nel sito. Il centro di detenzione è sopravvissuto ai siti neri gestiti dalla CIA, con la DIA che avrebbe continuato a utilizzare metodi di interrogatorio "limitati" nella struttura con un'autorizzazione segreta. Non è chiaro cosa sia successo alla struttura segreta dopo il trasferimento della base alle autorità afghane nel 2013 a seguito di diversi rinvii.

### U.S. Armed Forces

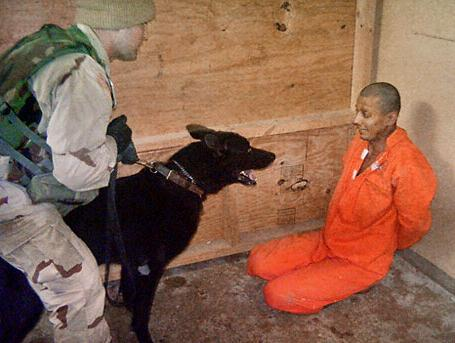
Un investigatore dell'esercito ha considerato l'uso di cani senza museruola ad Abu Ghraib tra gli "abusi criminali sadici, palesi e sfrenati" commessi dalle truppe statunitensi.

Le forze armate statunitensi avevano autorizzato le seguenti tecniche:
1. Urla
2. Musica forte e controllo della luce
3. Manipolazione ambientale
4. Deprivazione e manipolazione del sonno
5. Posizioni di stress
6. Interrogazioni di 20 ore
7. Paura controllata (incluso l'impiego di cani)

Nel novembre 2006, l'ex generale di brigata dell'esercito americano Janis Karpinski, responsabile della prigione di Abu Ghraib fino all'inizio del 2004 dopo aver denunciato i crimini, disse al quotidiano spagnolo El País di aver visto una lettera firmata dal segretario alla difesa Donald Rumsfeld che autorizzava i contractor impiegati dagli Stati Uniti a utilizzare tecniche come la privazione del sonno durante gli interrogatori.
Karpinski affermò che nel carcere erano consapevoli di violare le Convenzioni di Ginevra sul trattamento dei prigionieri, il cui articolo 17 comma 4 vieta qualsiasi forma di minaccia, umiliazione o tortura nei confronti dei prigionieri per estorcere qualsiasi informazione. Secondo Karpinski, la firma autografa di Rumsfeld era sopra il suo nome stampato e con la stessa grafia a margine c'era scritto: "Assicurati che questo sia fatto".
Il 1º maggio 2005, The New York Times riferì di un'indagine militare in corso ad alto livello sulle accuse di abusi sui detenuti a Guantánamo, condotta dal tenente generale Randall M. Schmidt dell'Air Force, dove si riportano:
Il 12 luglio 2005, i membri di un quadro militare dissero al comitato che avevano proposto di disciplinare il comandante della prigione, il maggior generale Geoffrey Miller, riguardo all'interrogatorio del terrorista saudita Mohammed al-Qahtani che era stato costretto a indossare un reggiseno, ballare con un altro uomo e veniva minacciato con i cani. La raccomandazione fu annullata dal generale Bantz J. Craddock, comandante dello United States Southern Command, che deferì la questione all'ispettore generale dell'esercito.

In un'intervista con l'Associated Press il 14 febbraio 2008, Paul Rester, capo degli interrogatori militari a Guantánamo e direttore del Joint Intelligence Group, affermò che la maggior parte delle informazioni raccolte dai detenuti provenivano da interrogatori non coercitivi e dalla "costruzione di un rapporto", non da duri metodi di interrogatorio.

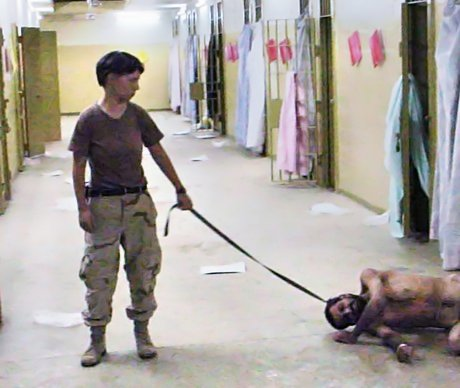
La soldatessa Lynndie England umilia un detenuto di Abu Grahib tenendolo al guinzaglio.
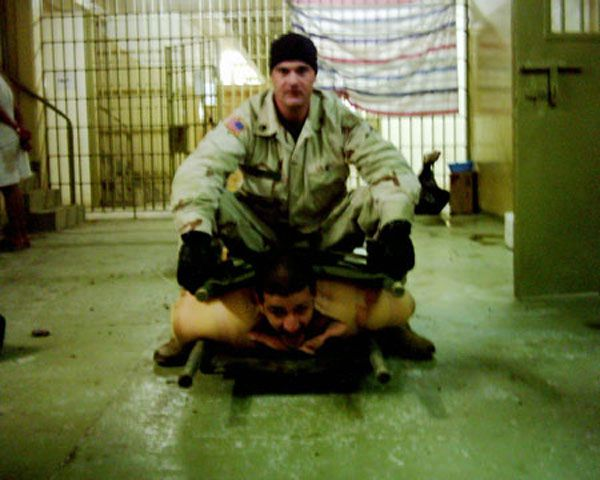
Sergente Ivan "Chip" Frederick seduto su un detenuto di Abu Grahib
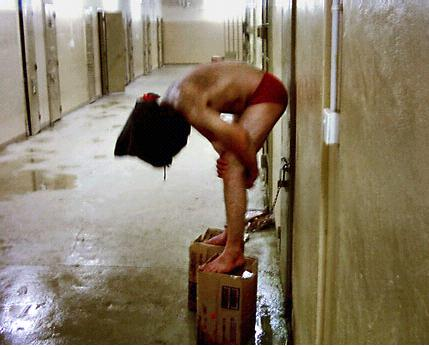
Detenuto iracheno costretto a rimanere in piedi incappucciato sopra delle scatole MRE (Meal, Ready-to-Eat).

### American Psychological Association
L'American Psychological Association (APA), il principale organo professionale degli psicologi negli Stati Uniti, collaborò in segreto con l'amministrazione Bush per scrivere giustificazioni legali ed etiche per la tortura.

## Rapporti iniziali e denunce
Nel 2006, agenti senior delle forze dell'ordine con la Criminal Investigation Task Force riferirono a MSNBC.com che avevano iniziato a lamentarsi nel 2002 all'interno del Dipartimento della difesa USA per le tattiche di interrogatorio utilizzate a Guantánamo da un team separato di investigatori dell'intelligence militare, ritenendole improduttive, suscettibili di produrre informazioni affidabili e probabilmente illegali. Non potendo ottenere soddisfazione dai comandanti dell'esercito che gestivano il campo di detenzione, si rivolsero a David Brant, direttore del Naval Criminal Investigative Service (NCIS), che allertò il Consigliere generale della Marina Alberto J. Mora.
Il consigliere generale Mora e l'avvocato generale del giudice della Marina Michael Lohr ritenevano che il trattamento dei detenuti fosse illegale e si scontrarono tra gli altri avvocati e funzionari del Dipartimento della difesa per indagare e fornire standard chiari che proibissero tattiche di interrogatorio coercitive. In risposta, il 15 gennaio 2003 Rumsfeld sospese le tattiche di interrogatorio approvate a Guantánamo fino a quando un nuovo gruppo di linee guida non potesse essere prodotto da un gruppo di lavoro guidato dal Consigliere generale dell'Air Force Mary Walker.
Il gruppo di lavoro basò le sue nuove linee guida su un promemoria legale dell'Ufficio legale del Dipartimento di Giustizia degli Stati Uniti scritto da John Yoo e firmato da Jay S. Bybee nell'agosto 2002, che in seguito sarebbe diventato ampiamente noto come "Torture Memo" o "Bybee Memo". Il consigliere generale Mora guidò una fazione del gruppo di lavoro nella discussione contro questi standard e parlò dei problemi di persona con Yoo. La relazione finale del gruppo di lavoro fu firmata e consegnata a Guantánamo all'insaputa di Mora e degli altri che si erano opposti al suo contenuto. Mora affermò che il trattamento dei detenuti era stato coerente con la legge sin dal 15 gennaio 2003, con la sospensione delle tattiche di interrogatorio precedentemente approvate.
Nel 2008 fu reso noto pubblicamente che Yoo scrisse un altro parere legale, datato 14 marzo 2003, che emise al Consiglio generale del DOD, cinque giorni prima dell'inizio dell'invasione dell'Iraq. In esso, concludeva che le leggi federali sulla tortura e altri abusi non si applicavano agli interrogatori all'estero.

## Posizioni pubbliche e reazioni
Il presidente Bush dichiarò che "gli Stati Uniti d'America non torturano". L'amministrazione ha adottato il Detainee Treatment Act del 2005 per affrontare la moltitudine di episodi di abusi sui detenuti. Tuttavia, nella sua dichiarazione al momento della firma, Bush chiarì che si riservava il diritto di rinunciare a questo disegno di legge se riteneva necessario.
Il direttore della CIA Porter Goss, in una testimonianza davanti alla Commissione per i servizi armati del Senato degli Stati Uniti il 17 marzo 2005, descrisse il waterboarding come rientrante nell'area delle "tecniche di interrogatorio professionale", differenziandole dalla tortura:
The Washington Post riportò nel gennaio 2009 che Susan J. Crawford, autorità di convocazione delle commissioni militari, affermò riguardo l'interrogatorio di Mohammed al-Qahtani, sospettato di essere il "ventesimo dirottatore" degli attacchi dell'11 settembre:
Crawford decise di non perseguire al-Qahtani perché il suo trattamento rientrava nella definizione di tortura, e quindi la prova era stata ottenuta tramite coercizione.

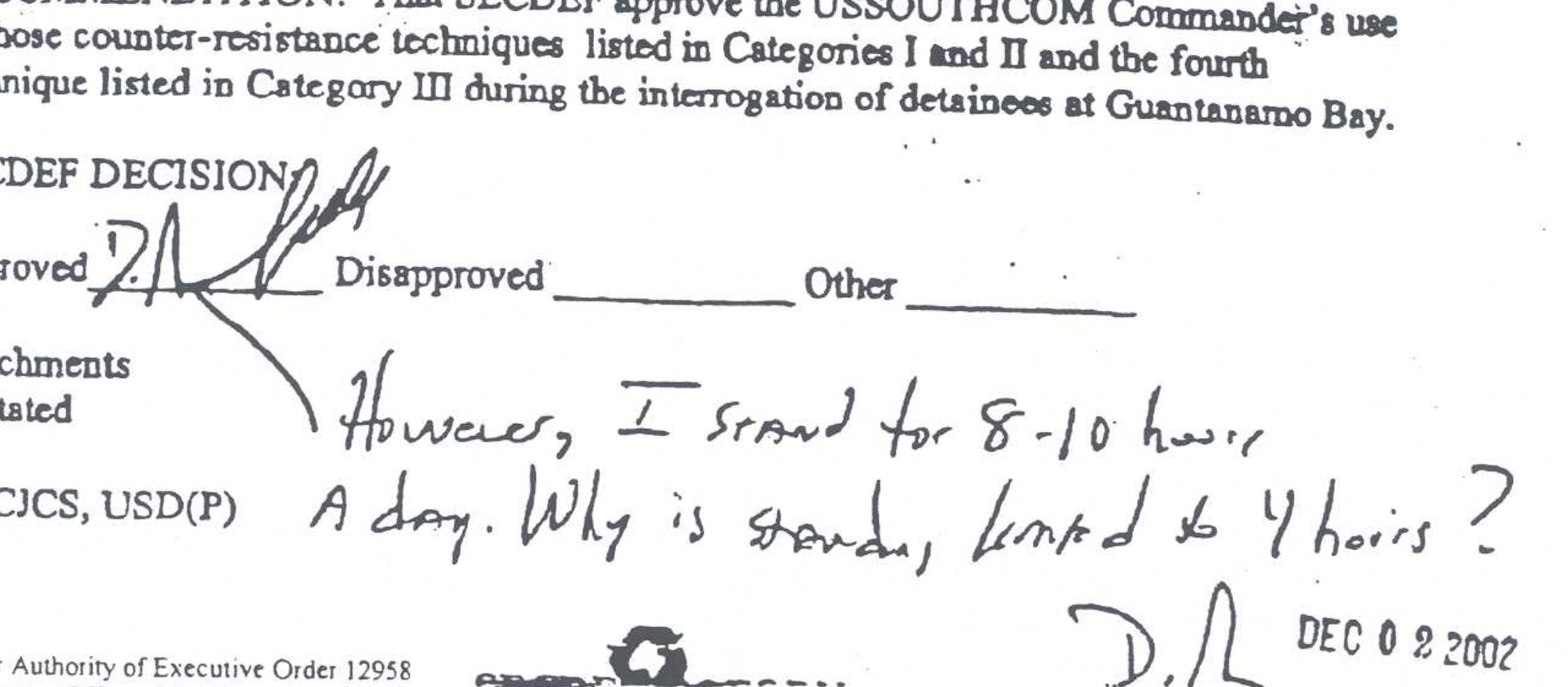
Commento di Donald Rumsfeld: "Tuttavia, io sto in piedi per 8-10 ore, al giorno. Perché [i prigionieri] sono limitati a 4 ore?"

Nelle sue memorie, l'ex presidente Bush difese l’utilità delle tecniche potenziate d'interrogazione e continuò ad asserire che non erano torture.
L'ex presidente Obama, l'ex procuratore generale e procuratore militare di Guantánamo Crawford definirono le tecniche come tortura. Il governo britannico stabilì che le tecniche sarebbero state classificate come tortura e respinse l'affermazione contraria del presidente Bush. Un rapporto di Human Rights First (HRF) e Physicians for Human Rights (PHR) affermò che queste tecniche erano torture e citò anche il resoconto dell'Ufficio dell'ispettore generale degli Stati Uniti, secondo cui "le tecniche di interrogatorio di tipo SERE costituiscono 'tortura e coercizione fisica o mentale secondo le convenzioni di Ginevra'". Un rapporto delle Nazioni Unite denunciò gli abusi sui prigionieri da parte degli Stati Uniti come equivalenti alla tortura e chiese inoltre la cessazione delle tecniche di "interrogatorio potenziato" così definite dagli Stati Uniti. Il rapporto delle Nazioni Unite ammonì anche contro le prigioni segrete, il cui utilizzo fu considerato anch'esso una tortura e da interrompere.
Nel 2009, Paul Kane del Washington Post affermò che la stampa esitava a definire queste tecniche come tortura, poiché si trattava di un crimine e nessuno che si era occupato degli "interrogatori rafforzati" era stato accusato o condannato. Il New York Times definì le tecniche "dure" e "brutali", mentre evitò la parola "tortura" nella maggior parte, ma non in tutti gli articoli, sebbene identifichi abitualmente gli "interrogatori potenziati" come tortura negli editoriali. I termini della rivista Slate definirono l'interrogatorio come parte del "programma di tortura degli Stati Uniti".
Nell'estate del 2009, la National Public Radio decise di vietare l'uso della parola "torture" ricevendo aspre critiche. Il difensore civico dell'ente pubblico Alicia Shepard affermò che "definire il waterboarding come tortura equivale a prendere una posizione". Tuttavia, il professore di linguistica all'Università di Berkeley Geoffrey Nunberg sottolineò che praticamente tutti i media in tutto il mondo, diversi dai "media statunitensi senza spina dorsale", usano la parola "tortura" per riferirsi a queste tecniche. In un articolo sugli eufemismi inventati dai media nel quale si criticò anche la NPR, il giornalista Glenn Greenwald parlò della "corruzione del giornalismo americano":

### Efficacia e affidabilità

#### Rapporto del Comitato d'intelligence del Senato USA
Il 9 dicembre 2014, il Senate Select Committee on Intelligence (SSCI) rilasciò un documento di 525 pagine contenente i principali risultati e un riepilogo esecutivo del loro rapporto nel programma di detenzione e interrogazione della CIA. Il resto delle oltre seimila pagine del rapporto sono ancora classificate. Il rapporto concludeva che le tecniche di interrogatorio erano molto più brutali e diffuse di quanto la CIA avesse precedentemente riferito, riportando che "la brutalità, la disonestà e la violenza apparentemente arbitraria a volte hanno portato persino i dipendenti [della CIA] a momenti di angoscia". Nel rapporto si affermava che i funzionari della CIA avevano ingannato i loro superiori alla Casa Bianca, i membri del Congresso e talvolta anche i loro colleghi su come veniva condotto il programma di interrogatorio e su cosa aveva ottenuto.
Il rapporto esecutivo elenca 12 scoperte:
1. L'utilizzo da parte della CIA delle tecniche potenziate d'interrogazione non è stato un modo efficace per acquisire dati d'intelligence o ottenere la cooperazione dai detenuti.
2. La giustificazione della CIA per l'utilizzo delle tecniche potenziate d'interrogazione è stata basata su affermazioni imprecise riguardo alla loro efficacia.
3. Gli interrogatori dei detenuti della CIA sono stati brutali e di gran lunga peggiori di quelli descritti dalla CIA ai politici e ad altri
4. Le condizioni di reclusione per i detenuti della CIA erano più dure di quelle descritte dalla CIA ai politici e ad altri.
5. La CIA ha fornito ripetutamente informazioni inesatte al Dipartimento di Giustizia degli Stati Uniti, impedendo una corretta analisi giuridica del Programma di Detenzione e Interrogatorio della CIA.
6. La CIA ha attivamente evitato o impedito la supervisione sul programma da parte del Congresso sul programma.
7. La CIA ha impedito un controllo e un processo decisionale efficaci da parte della Casa Bianca.
8. Il funzionamento e la gestione del programma da parte della CIA ha complicato, e in alcuni casi ostacolato, le missioni di sicurezza nazionale di altre agenzie del ramo esecutivo.
9. La CIA ha impedito la supervisione da parte del proprio Office of Inspector General.
10. La CIA ha coordinato il rilascio di informazioni classificate ai media, comprese informazioni imprecise sull'efficacia delle tecniche di interrogatorio potenziato della CIA.
11. La CIA era impreparata quando ha iniziato a gestire il programma di detenzione e interrogatorio più di sei mesi dopo che le erano state concesse le autorità di detenzione.
12. La gestione e il funzionamento del programma di detenzione e interrogatorio da parte della CIA sono stati profondamente imperfetti per tutta la durata del programma, in particolare nel 2002 e all'inizio del 2003.
13. Due psicologi a contratto hanno ideato le tecniche di interrogatorio potenziato della CIA e hanno svolto un ruolo centrale nel funzionamento, nelle valutazioni e nella gestione del Programma di detenzione e interrogatorio della CIA. Nel 2005, la CIA aveva esternalizzato in modo schiacciante le operazioni relative al programma.
14. I detenuti della CIA sono stati sottoposti a tecniche di interrogatorio coercitive che non erano state approvate dal Dipartimento di giustizia o non erano state autorizzate dal quartier generale della CIA.
15. La CIA non ha condotto una contabilità completa o accurata del numero di persone detenute e ha trattenuto persone che non soddisfacevano lo standard legale per la detenzione. Le affermazioni della CIA sul numero di detenuti trattenuti e sottoposti alle sue tecniche di interrogatorio potenziato erano inesatte.
16. La CIA non è riuscita a valutare adeguatamente l'efficacia delle sue tecniche di interrogatorio potenziato.
17. La CIA raramente rimproverava o riteneva il personale responsabile di violazioni gravi o significative, attività inappropriate e fallimenti gestionali sistematici e individuali.
18. La CIA ha marginalizzato e ignorato numerose critiche interne e obiezioni riguardanti il funzionamento e la gestione del Programma di detenzione e interrogatorio della CIA.
19. Il programma di detenzione e interrogatorio della CIA era intrinsecamente insostenibile ed era effettivamente terminato nel 2006 a causa di divulgazioni non autorizzate da parte della stampa, dalla ridotta cooperazione da altre nazioni e dalle preoccupazioni legali e quelle relative alla supervisione.
20. Il programma di detenzione e interrogatorio della CIA ha danneggiato la posizione degli Stati Uniti nel mondo e ha comportato altri costi significativi, monetari e non.

Dopo aver esaminato nel dettaglio l'eventuale efficacia della tortura nella raccorta di dati utili per localizzare Osama bin Laden, il rapporto del Senato ha concluso che non era efficace e che la CIA aveva deliberatamente ingannato i leader politici e il pubblico.
Gli ex direttori della CIA George Tenet, Porter Goss, e Michael Hayden, che avevano supervisionato il programma durante il loro mandato, obiettarono il rapporto del senato in un editoriale del Wall Street Journal, ritenendolo malfatto e non imparziale. Insistettero sul fatto che alcune informazioni ottenute dal programma della CIA erano utili, dicendo in particolare che le tecniche di interrogatorio rendevano condiscendenti alcuni detenuti e che le "informazioni fornite dalla totalità dei detenuti in custodia della CIA" avevano portato alla localizzazione di Osama bin Laden. Secondo la CIA, le "condizioni" dell'interrogatorio potenziato erano state usate per la sicurezza e "altre valide ragioni, come quella di creare un ambiente favorevole alla transizione da terroristi catturati e resistenti (sic) a detenuti in grado di collaborare negli interrogatori."
Il senatore repubblicano John McCain, citando il direttore della CIA durante l'amministrazione Obama Leon Panetta (che non si era unito agli altri ex direttori nell'editoriale nel Wall Street Journal) aveva precedentemente affermato che la brutalità non aveva prodotto informazioni utili nella caccia a Osama bin Laden; le indicazioni erano state "ottenute con mezzi standard e non coercitivi". Nel maggio 2011, Panetta scrisse al senatore McCain, che:
Nel 2014 Panetta ha scritto che la tortura aveva prodotto alcune informazioni utili, ma queste non valevano il prezzo, e se gli fosse stato chiesto se gli USA avessero dovuto impegnarsi in pratiche simili avrebbe risposto "no". Il direttore della CIA dell'amministrazione Obama John Brennan ha affermato che è impossibile sapere se la brutalità abbia aiutato o ostacolato la raccolta di informazioni utili. Il segretario alla stampa della Casa Bianca Josh Earnest affermò che se le informazioni derivate dalla tortura della CIA possano aver aiutato a trovare Osama bin Laden, il presidente Obama avrebbe ritenuto che "l'uso di queste tecniche non sia valsa la pena a causa del danno che è stato fatto ai nostri valori nazionali e al senso di ciò che in cui crediamo come americani". Allo stesso modo, il repubblicano McCain concordò con la democratica Dianne Feinstein nelle osservazioni al Senato che la tortura "ha macchiato il nostro onore nazionale" e ha fatto "molto male e poco bene pratico".

#### Valutazioni interne della CIA sull'efficacia
Nel 2009 iniziò la valutazione Panetta nella CIA che esaminò l'uso della torture durante gli interrogatori dei detenuti. Il rapporto evidenziò come i metodi estremi non avessero fornito poche informazioni di valore.
Su richiesta del National Security Advisor Susan Rice nel 2015, la CIA scrisse un rapporto con le informazioni d'intelligence ottenute dopo l'applicazione di tecniche d'interrogazione non specificate. La CIA concluse che le tecniche d'interrogazione potenziate erano state efficaci ed impedirono un altro possibile attacco all'occidente da parte di al-Qa'ida.

### Distruzione di videocassette
Nel dicembre 2007 fu reso noto che la CIA aveva distrutto molte videocassette contenenti le registrazioni degli interrogatori dei prigionieri. Le divulgazioni nel 2010 hanno rivelato che Jose Rodriguez Jr., capo della direzione delle operazioni della CIA dal 2004 al 2007, aveva ordinato la distruzione dei nastri perché pensava che sarebbero stati "devastanti per la CIA", e che "il calore della distruzione non è niente rispetto a quello scaturito se i nastri diventassero di pubblico dominio". Il New York Times ha riferito che secondo "alcuni addetti ai lavori", un'inchiesta sul programma di detenzione segreta della CIA che ha analizzato queste tecniche, "potrebbe concludersi con accuse penali per interrogatori abusivi". In un editoriale per il New York Times, Thomas H. Kean and Lee H. Hamilton, presidente e vicepresidente della Commissione 11 settembre, hanno dichiarato:
In risposta ai cosiddetti "torture memoranda" Scott Horton scrive:
Jordan Paust ha concordato rispondendo al rifiuto di Mukasey di indagare e/o perseguire chiunque si basasse su queste opinioni legali:

### Rapporto del Comitato internazionale della Croce Rossa

Simbolo della CICR

Il 15 marzo 2009, Mark Danner scrisse un articolo sul New York Review of Books dove descriveva e commentava i contenuti di un rapporto del 2007 del Comitato internazionale della Croce Rossa (CICR) sul trattamento di quattordici "detenuti di alto valore" in custodia della CIA. Il documento citava interviste ai detenuti dei black sites condotte il 6-11 ottobre 2006 e il 4-14 dicembre 2006 dopo il loro trasferimento a Guantánamo.
Secondo Danner, il rapporto contiene sezioni sui "metodi di maltrattamento" tra cui soffocamento con l'acqua, stress prolungato in piedi, percosse con l'uso di un collare, percosse e calci, reclusione in una scatola, nudità prolungata, privazione del sonno e uso di musica ad alto volume, esposizione a temperature fredde/acqua fredda, uso prolungato di manette e catene, minacce, rasatura forzata e privazione/fornitura limitata di cibo solido. Danner cita il rapporto del CICR affermando che "in molti casi, i maltrattamenti a cui sono stati sottoposti mentre erano detenuti nel programma della CIA, singolarmente o in combinazione, costituivano tortura. Inoltre, molti altri elementi del maltrattamento, singolarmente o in combinazione, costituivano un trattamento crudele, inumano o degradante".
Una versione pesantemente censurata dell'incontro dell'8 novembre 2006 è stata rilasciata dalla CIA il 10 giugno 2016. Il rapporto afferma che il CICR aveva trovato le storie dei detenuti "ampiamente credibili, avendo messo molto sul fatto che la storia raccontata da ogni detenuto sul trasferimento, il trattamento e le condizioni di reclusione erano sostanzialmente coerenti, anche se erano stati in isolamento tra loro durante la loro detenzione da parte nostra [la CIA]".

### Rapporto del Senate Armed Services Committee
Un rapporto bipartisan del Senate Armed Services Committee, pubblicato parzialmente nel dicembre 2008 e per intero nell'aprile 2009, concluse che l'autorizzazione legale per le "tecniche di interrogatorio potenziato" aveva portato direttamente all'abuso e alle uccisioni di prigionieri nelle strutture militari statunitensi ad Abu Ghraib, Bagram e altrove. Si ritenne che l'abuso brutale abbia origine nelle tecniche di tortura cinesi per estorcere false confessioni ai prigionieri di guerra americani migrati da Guantánamo in Afghanistan, poi in Iraq e Abu Ghraib. Il rapporto concluse che alcune tecniche autorizzate tra cui "l'uso di posizioni di stress e privazione del sonno combinate con altri maltrattamenti" avevano causato o contribuito direttamente ai casi di diversi prigionieri torturati a morte. Il rapporto rilevò inoltre che l'autorizzazione degli abusi aveva creato le condizioni per altri abusi non autorizzati, portando ad un clima legale e morale che incoraggiava il trattamento disumano. I promemoria legali che condonavano "l'interrogatorio rafforzato" avevano "ridefinito la tortura", "distorto il significato e l'intento delle leggi anti-tortura, [e] razionalizzato l'abuso dei detenuti", trasmettendo il messaggio che "le pressioni fisiche e il degrado erano un trattamento appropriato". Ciò che seguì fu "un'erosione degli standard che imponevano il trattamento umano dei detenuti". Il rapporto accusava il Segretario alla Difesa Rumsfeld e i suoi vice di essere, secondo il Washington Post, direttamente responsabili in quanto "autori e principali promotori di dure politiche di interrogatorio che hanno disonorato la nazione e minato la sicurezza degli Stati Uniti".

### Confronto con il metodo d'interrogazione 'Verschärfte Vernehmung' della Gestapo
Il giornalista dell'Atlantic Monthly Andrew Sullivan notò delle similitudini tra il metodo d'interrogazione della Gestapo noto come Verschärfte Vernehmung ("Interrogatorio intensificato") e l'interrogatorio potenziato degli USA. Asserì che il primo utilizzo di un termine simile a quello di "interrogatorio potenziato" risaliva a un memo del 1937 scritto dal capo della Gestapo Heinrich Müller dove si parlava della "Verschärfte Vernehmung" per descrivere l'insieme di tecniche quali l'esposizione al freddo estremo, la deprivazione del sonno e la sospensione in posizioni di stress. Sullivan riportò che nel 1948 la Norvegia aveva processato degli ufficiali tedeschi per "Verschärfte Vernehmung". Sullivan concluse:

### Effetti sulla reputazione degli USA
Lo storico Arthur M. Schlesinger Jr., asserendo l'effetto del programma delle torture sulla reputazione internazionale degli Stati Uniti, affermò che il danno d'immagine degli USA fu incalcolabile e senza precedenti.

## Indagini e appelli per azioni giudiziarie

### Richiesta di una perizia di specialisti
L'8 giugno 2008, cinquantasei deputati democratici della Camera dei rappresentanti chiesero un'indagine indipendente e considerarono la possibilità che l'autorizzazione di queste tecniche abbia potuto costituire un crimine commesso dagli ufficiali dell'amministrazione Bush. Tra i membri del congresso che chiesero tale inchiesta vi furono John Conyers, Jan Schakowsky e Jerrold Nadler.
Nella lettera, indirizzata al procuratore generale Michael B. Mukasey, si osservò che:
Secondo il Washington Post la richiesta fu respinta perché il procuratore generale Mukasey ritenne che "i funzionari abbiano agito in 'buona fede' quando avevano chiesto pareri legali e che gli avvocati che li hanno forniti abbiano dato il loro miglior giudizio". L'articolo riportava anche che "[lui] aveva avvisato che criminalizzare il processo avrebbe potuto indurre i responsabili politici a dubitare di se stessi e a 'danneggiare la nostra sicurezza nazionale anche in futuro'".
Dopo che Cheney ammise il proprio coinvolgimento nell'autorizzazione di queste tattiche, il senatore e presidente dell'Armed Services Committee Carl Levin, l'editorialista del New York Times Glenn Greenwald e Scott Horton enfatizzarono l'importanza di un'indagine penale: "Un procuratore dovrebbe essere nominato per prendere in considerazione le accuse penali contro gli alti funzionari del Pentagono e altri coinvolti nella pianificazione degli abusi".

### Convenzione ONU contro la tortura
Poco prima della fine del secondo mandato di Bush, i media internazionali affermavano che, in base alla Convenzione delle Nazioni Unite contro la tortura, gli Stati Uniti erano obbligati a processare i responsabili ai sensi del diritto penale.
Il 20 gennaio 2009, il relatore speciale delle Nazioni Unite sulla tortura, il professor Manfred Nowak, fece osservare alla televisione tedesca che - dopo la cerimonia d'insediamento del presidente Barack Obama - George W. Bush non aveva più l'immunità da capo dello Stato e che secondo il diritto internazionale, gli Stati Uniti dovevano avviare procedimenti penali contro tutti coloro che erano coinvolti nelle violazioni della Convenzione contro la tortura. Il professore di diritto Dietmar Herz spiegò i commenti di Nowak affermando che, in base al diritto statunitense e internazionale, l'ex presidente Bush era penalmente responsabile dell'adozione della tortura come metodo per gli interrogatori.

### Caso Binyam Mohamed
Il 4 febbraio 2009, l'Alta corte di giustizia di Inghilterra e Galles stabilì che le prove di possibili torture nel caso Binyam Mohamed, un residente britannico di origine etiope detenuto a Guantánamo fino al 2009, non potevano essere divulgate al pubblico:
I giudici affermarono di aver trovato "difficile concepire" la logica per le obiezioni degli Stati Uniti al rilascio delle informazioni che contenevano "nessuna divulgazione di questioni di intelligence sensibili", aggiungendo che "non abbiamo considerato che una democrazia governata dallo stato di diritto si aspetterebbe che un tribunale di un'altra democrazia sopprimesse una sintesi delle prove contenute nei rapporti dei propri funzionari".
Rispondendo alla sentenza, il parlamentare conservatore David Davis commentò:
Nel 2009, i giudici dell'Alta Corte dichiararono che era iniziata un'indagine penale, da parte del procuratore generale del Regno Unito, su un possibile caso di tortura.
Nel febbraio 2010, la Corte d'appello britannica sentenziò la pubblicazione del materiale posseduto dalla Segreteria per gli affari esteri del Regno Unito. I giudici conclusero inoltre che Binyam Mohamed aveva subito "un trattamento crudele, disumano e degradante da parte delle autorità statunitensi" e che l'MI5 era a conoscenza delle torture inflitte a Mohamed dalla CIA.

## Legalità
Dopo la divulgazione dell'uso delle tecniche potenziate, sorsero dibattiti sulla loro legalità e sulla violazione del diritto statunitense o internazionale.

### Governo USA

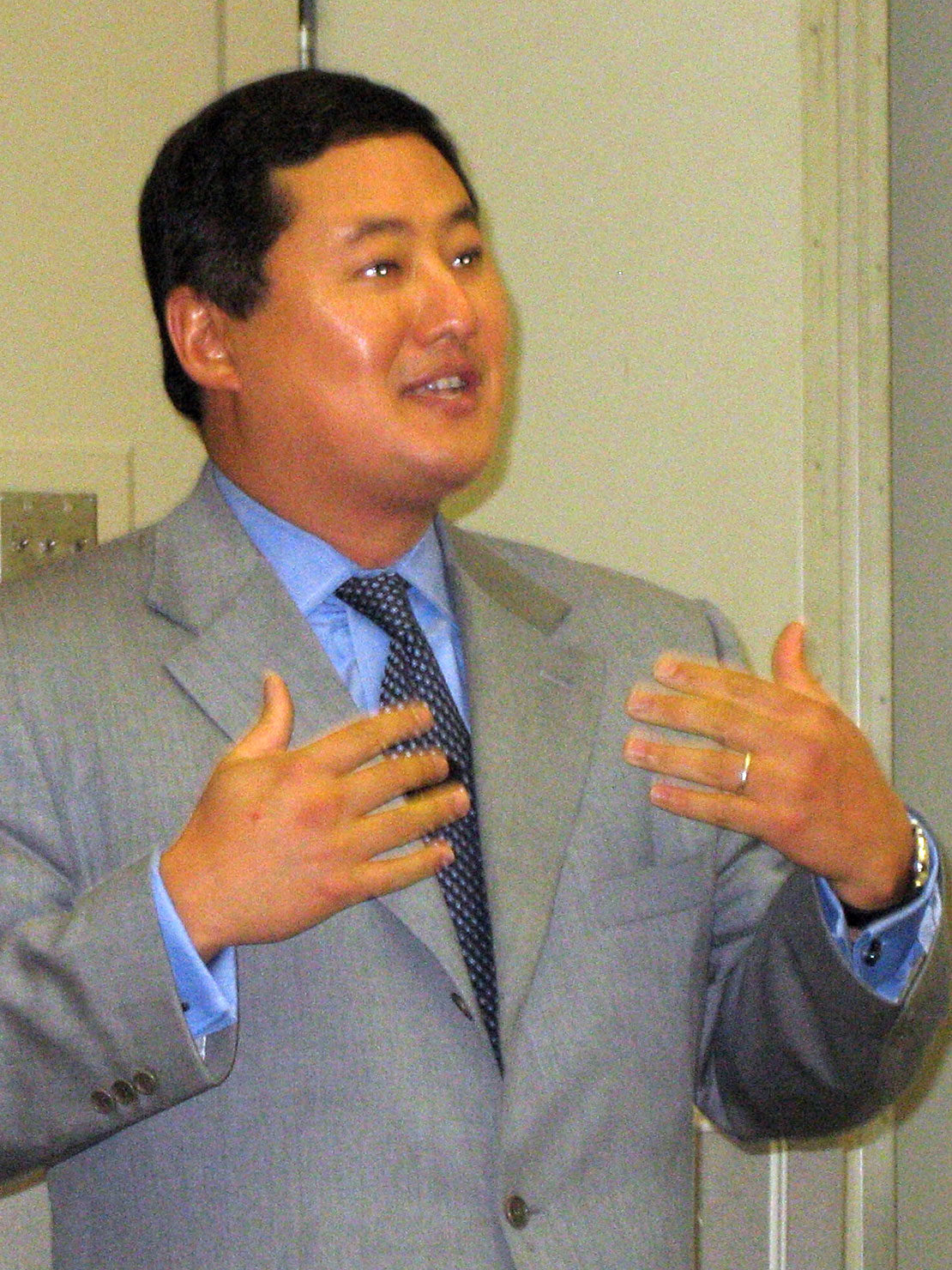
John Yoo, autore dei "torture memos".

In seguito agli attentati dell'11 settembre 2001, il membro dell'Office of Legal Counsel John Yoo scrisse diversi memorandum che analizzavano la legalità dei vari metodi di interrogatorio. I promemoria, noti oggi come Torture Memos, appoggiavano le tecniche di interrogatorio potenziato, sottolineando che evitare le Convenzioni di Ginevra ridurrebbe la possibilità di perseguimento ai sensi del War Crimes Act degli Stati Uniti del 1996 per le azioni intraprese nella guerra al terrorismo. Inoltre, fu pubblicata una nuova definizione statunitense di tortura: la maggior parte delle azioni che rientrano nella definizione internazionale non rientrano in quella nuova sostenuta dagli Stati Uniti.
L'amministrazione Bush disse alla CIA nel 2002 che i suoi interrogatori che lavoravano all'estero non avrebbero violato i divieti statunitensi contro la tortura a meno che non "avessero l'intento specifico di infliggere forti dolori o sofferenze", secondo un memo desecretato del Dipartimento di Giustizia degli Stati Uniti il 24 luglio 2008. Lo stesso memo aggiunse che la "buona fede" e l'"onesta convinzione" dell'interrogante che l'interrogatorio non avrebbe causato tale sofferenza potevano proteggere l'interrogante. In un memo del 1 agosto 2002 indirizzato a John A. Rizzo, l'assistente Jay Bybee del procuratore generale scrisse che "poiché l'intento specifico è un elemento del reato, l'assenza di intento specifico nega l'accusa di tortura". La versione iniziale del promemoria di 18 pagine fu pesantemente censurata, con 10 delle sue 18 pagine completamente oscurate e solo pochi paragrafi visibili.
In un altro memo pubblicato sempre il 24 luglio 2008 si affermò che "il waterboarding non viola lo Statuto sulla tortura" e furono citati diversi avvertimenti contro la tortura, tra cui affermazioni del presidente Bush e la sentenza della Corte suprema "che desta possibili preoccupazioni su una futura revisione giudiziaria USA sul programma [degli interrogatori]".
Un terzo memo, firmato dal direttore della CIA George Tenet e datato 28 gennaio 2003, indicò agli interroganti di registrare le sessioni nelle quali venivano utilizzate le "tecniche di interrogatorio potenziato".
I memo furono resi pubblici dall'American Civil Liberties Union che ottenne i tre documenti della CIA tramite richieste ai sensi del Freedom of Information Act. L'ACLU raccolse circa 140 000 documenti classificati del Dipartimento della difesa, della giustizia e della CIA che fornivano dettagli sul trattamento dei prigionieri in custodia degli USA durante la guerra al terrorismo.
Una versione meno censurata del 1º agosto 2002 di un memo, firmato dall'Assistant Attorney General Jay Bybee (riguardante Abu Zubaydah), assieme ad altri quattro firmati dal Principal Deputy Assistant Attorney General Steven G. Bradbury indirizzati alla CIA e contenenti un'analisi sulla legalità di vari metodi specifici d'interrogazione (tra cui il waterboarding), furono pubblicati dall'amministrazione di Barack Obama il 16 aprile 2009.
Dopo la pubblicazione dei documenti CIA, Philip Zelikow, un ex avvocato del Dipartimento di stato e consigliere della Segretaria di Condoleezza Rice, disse che nel 2005 aveva scritto un memo legale nel quale si opponeva alla tortura: per lui era improbabile che "qualsiasi corte federale potesse acconsentire (all'utilizzo delle dure tecniche d’interrogazione)." Affermò che l'amministrazione Bush aveva ordinato la raccolta e la distruzione di tutte le copie del suo memo legale.

#### Successivi memorandum sulla tortura
Nel maggio 2005, in risposta alle richieste della CIA, Bradbury scrisse diversi memoranda dove si confermava che le "tecniche d'interrogatorio potenziato" (tra cui il waterboarding, walling, posizioni di stress, percosse, esposizione a temperature estreme, lancio di acqua fredda e deprivazione forzata del sonno fino a 180 ore), non costituivano tortura, anche quando usate in combinazione. Questi memoranda consideravano legali le pratiche della CIA se applicate secondo specifiche condizioni, limitazioni e misure di sicurezza, incluse quelle nelle procedure d'interrogazione dell'agenzia. I memoranda di Bradbury furono descritti dai democratici come un tentativo di aggirare le leggi contro la tortura e sovvertire un'opinione legale pubblica del Dipartimento di giustizia che definiva la tortura "ripugnante". Questi memoranda furono resi pubblici dall'amministrazione Obama il 16 aprile 2009.
Bradbury scrisse un ulteriore memo datato luglio 2007, cercando di riconciliare le tecniche d'interrogazione con i nuovi sviluppi, tra cui gli interventi legislativi come il Military Commissions Act of 2006 e il Detainee Treatment Act del dicembre 2005. In risposta a queste e altre leggi, il memo del 2007 fornì l'autorizzazione legale e l'approvazione dell'Office of Legal Counsel per un set più limitato di tecniche da usare negli interrogatori di detenuti d'alto valore. Tale approvazione era estesa a sei tecniche, tra cui la privazione temporanea del cibo non inferiore alle 1000 calorie giornaliere, la privazione del sonno costringendo il detenuto a mantenere "una posizione eretta fino a quattro giorni" e diversi altri colpi fisici.
Secondo l'ex prosecutore capo di Guantánamo, l'effetto cumulativo dei memo legali dell'amministrazione Bush e l'immunità creò una "zona priva di leggi" ("law free zone") dove i politici civili esigevano dai militari l'uso della tortura "contro il nostro volere e giudizio".

### Organi giudiziari internazionali
USA e sospetti black sites
     Stati da cui sono state presumibilmente effettuate estradizioni straordinarie
     Stati attraverso i quali i detenuti sono stati presumibilmente trasportati.
     Sospetti Stati d'arrivo dei detenutiDetainees have allegedly arrived in these countries

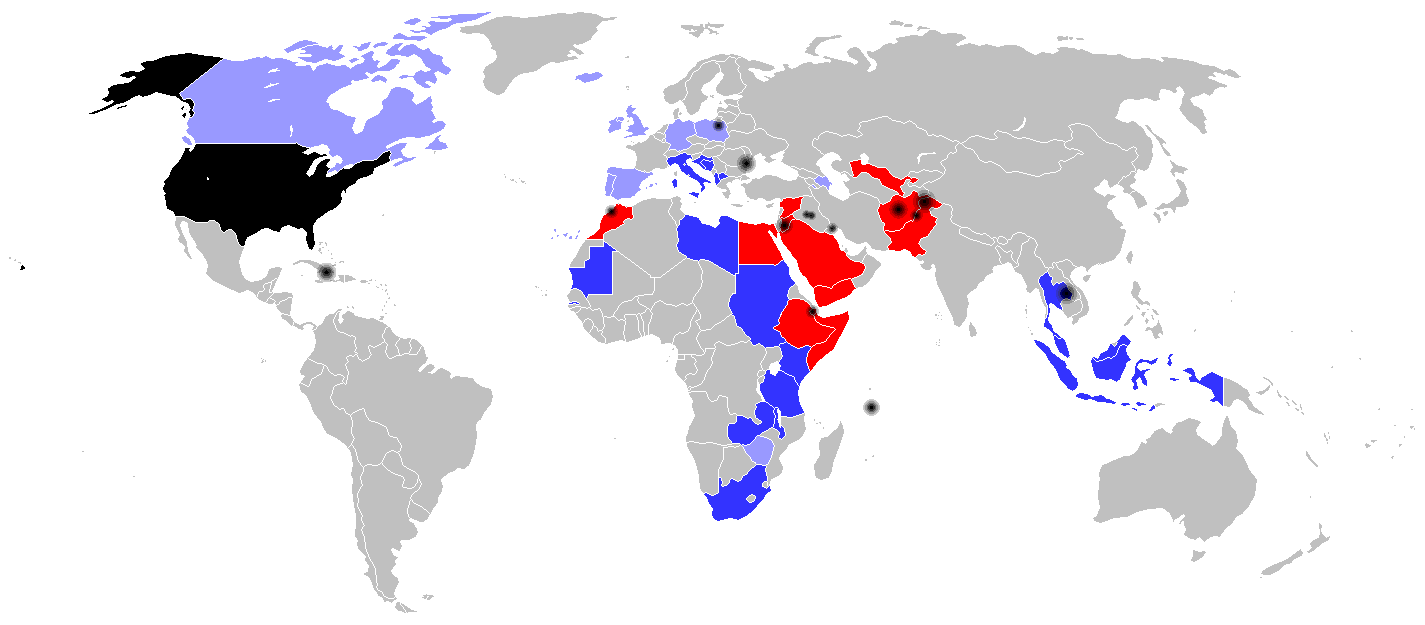
USA e sospetti black sites
Stati da cui sono state presumibilmente effettuate estradizioni straordinarie
Stati attraverso i quali i detenuti sono stati presumibilmente trasportati.
Sospetti Stati d'arrivo dei detenutiDetainees have allegedly arrived in these countries
Fonti: Amnesty International Human Rights Watch

Non esiste una prescrizione per i crimini di guerra nel diritto internazionale. Tuttavia, sono considerati improbabili anche procedimenti giudiziari presso la Corte penale internazionale o presso i tribunali di una particolare nazione che invocano la dottrina della giurisdizione universale.
Gli Stati Uniti sotto l'amministrazione Bush "annullarono" il trattato che aveva conferito alla Corte penale internazionale la giurisdizione sugli Statunitensi. Inoltre, il presidente Bush firmò l'American Service-Members' Protection Act del 2002 che autorizzò l'invasione militare dell'Aia per salvare tutti gli americani che la corte avrebbe potuto detenere per processi per crimini di guerra. Alcune torture si sono verificate nelle prigioni dei siti neri della CIA negli Stati che rimangono membri dello statuto di Roma, come Polonia, Afghanistan, Lituania e Romania, ma per ragioni politiche questi Paesi non sono in grado di avviare un procedimento giudiziario né di estradare funzionari statunitensi per affrontare le accuse.
Il 19 maggio 2006, il Comitato ONU contro la tortura pubblicò un rapporto nel quale si intimava agli USA di interrompere la detenzione segreta, la tortura e il trattamento disumano dei sospetti terroristi perché costituivano violazioni del diritto internazionale.
Il 24 luglio 2014, la Corte europea dei diritti dell'uomo (CEDU) sentenziò che la Polonia aveva violato la Convenzione europea dei diritti dell'uomo per aver partecipato alla extraordinary rendition della CIA in un black site in territorio polacco nel 2002-2003 per l'interrogazione potenziata e la detenzione di Abu Zubaydah e Abd al-Rahim al-Nashiri, acconsentendo a torture e trattamenti disumani e degradanti. La Corte ordinò al governo polacco di pagare 100 000 euro ad ogni persona torturata nel sito e assegnò ad Abu Zubaydah 30000 euro.
il 31 maggio 2018, la CEDU sentenziò che anche la Romania e la Lituania avevano violato i diritti di Abu Zubaydah e Abd al-Rahim al-Nashiri rispettivamente nel 2003–2005 e nel 2005–2006, e i due Stati furono costretti a pagare 100000 euro a Abu Zubaydah e Abd al-Nashiri.

### Organizzazioni per i diritti umani
Un rapporto di Human Rights First (HRF) e Physicians for Human Rights (PHR) denunciò queste tecniche come tortura, e in un comunicato stampa congiunto fu affermato:
Il Constitution Project convocò una revisione dei programmi di interrogatorio e detenzione negli anni successivi agli attacchi dell'11 settembre 2001. Nel 2013 concluse che "è indiscutibile che gli Stati Uniti si siano impegnati nella pratica della tortura" e che i più alti funzionari dello Stato dovevano assumersene la responsabilità.
Invocando la dottrina della giurisdizione universale, il Centro per i diritti costituzionali tentò prima in Svizzera e poi in Canada di perseguire l'ex presidente George Bush, a nome di quattro detenuti torturati. Bush annullò il suo viaggio in Svizzera dopo che emerse la notizia del potenziale mandato d'arresto. Bush si recò in Canada, ma il governo canadese chiuse l'inchiesta prima del suo arresto. Il Centro presentò un reclamo alle Nazioni Unite per la mancata applicazione da parte del Canada della Convenzione contro la tortura, per la quale è pendente l'azione.

## Messa al bando delle tecniche d'interrogazione
Il 14 dicembre 2005, il Detainee Treatment Act fu convertito in legge e impose la politica dell'esercito come standard per tutte le agenzie USA, proibendo "trattamenti e punizioni crudeli, disumani o degradanti". Il 13 febbraio 2008, il Senato statunitense, con 51 voti favorevoli e 45 contrari, approvò un disegno di legge per chiarire tale espressione, permettendo soltanto "quelle tecniche d’interrogazione esplicitamente autorizzate dal 2006 Army Field Manual." Il Washington Post affermò:
Il presidente George W. Bush disse in un'intervista alla BBC che avrebbe posto il veto su tale disegno di legge dopo aver firmato in precedenza un ordine esecutivo che permetteva l'uso delle tecniche di interrogatorio potenziato ed esentava la CIA dall'articolo comune 3 delle Convenzioni di Ginevra.
L'8 marzo 2008, il presidente Bush pose ufficialmente il veto sul disegno di legge.
Il senatore democratico del Massachusetts Edward Kennedy descrisse il veto di Bush come "uno degli atti più vergognosi della sua presidenza" e "a meno che il Congresso ignori il veto, potrebbe passare alla storia come un flagrante insulto allo stato di diritto e una grossa macchia sul buon nome dell'America agli occhi del mondo".
Secondo Jane Mayer, durante la transizione alla presidenza di Barack Obama, i suoi consiglieri legali, d'intelligence e della sicurezza nazionale si erano incontrati nel quartier generale della CIA a Langley per discutere "se il divieto delle pratiche di interrogatorio brutali potesse danneggiare la loro capacità di raccogliere informazioni":
Il 22 gennaio 2009, il presidente Obama firmò l'Executive Order 13491 richiedendo alla CIA di usare solo i 19 metodi d'interrogazione previsti nello United States Army Field Manual sugli interrogatori "a meno che l'Attorney General fornisca ulteriori istruzioni con consulti appropriati."

## Decisione di non perseguire
La legge internazionale stabilisce che se uno Stato è impossibilitato o non è intenzionato a perseguire i propri ufficiali per tortura, può farlo un tribunale internazionale.
Il Relatore speciale delle Nazioni Unite sulla tortura, Human Rights Watch e studiosi americani di diritto hanno chiesto di perseguire gli ufficiali dell'amministrazione Bush per aver ordinato di torturare, cospirato per fornire la copertura legale per le torture e il personale della CIA e del Dipartimento della difesa e assunto lavoratori per farlo. John Yoo disse che gli ufficiali della CIA avrebbero rischiato la persecuzione per gli atti non autorizzati dal Dipartimento della giustizia. Una dozzina di impiegati di basso livello del Dipartimento della difesa furono processati per abusi ad Abu Ghraib; un contractor della CIA che aveva picchiato a morte Abdul Wali in Afghanistan fu condannato per aggressione.
Tuttavia, alcuni giornalisti ritengono che un processo negli USA o a livello internazionale è altamente improbabile.

### Rifiuto di azioni giudiziarie negli USA
Il presidente Obama, dopo aver condannato la tortura, ordinò la persecuzione penale del personale dell'amministrazione Bush. Secondo il preside University of California Law School Christopher Edley Jr., che servì nel gruppo della transazione alla presidenza Obama, la decisione di non perseguire era antecedente all'insediamento di Obama ed era dovuta alla preoccupazione riguardante una possibile ritorsione dei leader militari, della National Security Agency e della CIA. In un'intervista, Ben Rhodes, Deputy National Security Advisor sotto Obama, commentò i possibili e difficili problemi politici comportati dai processi per tortura, come la diversione dalla risposta dell'amministrazione alla grande recessione e la potenziale alienazione del presidente dalle sue agenzie. Analisti legali come Eric Posner e Andrew Napolitano dissero che le persecuzioni avrebbero creato un precedente che avrebbe portato il rischio di persecuzioni politiche da parte dei successori contro gli ufficiali dell’amministrazione Obama.
Nel 2012, il Dipartimento di giustizia degli USA annunciò che non ci sarebbero stati processi anche per coloro che erano andati oltre il consentito dai Torture Memos, compresi quelli che avevano torturato i detenuti fino alla morte. Le motivazioni non furono rese pubbliche: in risposta a un caso FOIA, l'amministrazione Obama affermò che le motivazioni dovevano rimanere segrete perché "la loro pubblicazione avrebbe colpito il candore delle deliberazioni delle forze dell'ordine sulla possibilità di portare accuse penali."

### Conseguenza della mancata azione giudiziaria
Senza alcun processo, alcuni commentatori hanno considerato la possibilità che una futura presidenza possa legittimare la tortura e autorizzare nuovamente la sua attuazione. Nel febbraio 2016, diversi candidati presidenziali USA discussero apertamente sulla reintroduzione della tortura, tra cui l'ex presidente Donald Trump che aveva espresso l'intenzione di riportare il waterboarding.
Secondo il relatore speciale ONU sulla tortura Juan E. Méndez, la riluttanza degli USA nel punire i torturatori ha scoraggiato la lotta internazionale contro la tortura.

## Processo di John Kiriakou
Nel 2007, l'ex ufficiale della CIA John Kiriakou è stato il primo funzionario all'interno del governo degli Stati Uniti a confermare l'uso del waterboarding sui prigionieri di al-Qaeda come tecnica di interrogatorio e tortura.
Il 22 ottobre 2012, Kiriakou si è dichiarato colpevole di aver divulgato informazioni riservate su un collega ufficiale della CIA che collegava l'agente segreto a un'operazione specifica. È stato condannato a 30 mesi di carcere il 25 gennaio 2013.